# Vela alla XXVI Universiade
Le gare di vela alla XXVI Universiade si sono svolte dal 16 al 21 agosto 2011 al Seven Star Bay Marina e alla Shenzhen Maritime Sports Base & Sailing School di Shenzhen.

## Podi

### Uomini
| Evento   | Oro                                 | Argento                             | Bronzo                                   |
| 470      | Russia Vladimir Čaus Denis Gribanov | Brasile Fábio Silva Gustavo Thiesen | Giappone Erika Tokushige Jumpei Hokazono |
| Windsurf | Fang Zhennan                        | Łukasz Grodzicki                    | Lee Tae-Hoon                             |
| Laser    | Danijel Mihelić                     | Malte Kamrath                       | Sergej Komissarov                        |

### Donne
| Evento   | Oro              | Argento                | Bronzo              |
| Windsurf | Chen Peina       | Megumi Komine          | Małgorzata Białecka |
| Laser    | Zhang Dongshuang | Victoria Jing Hua Chan | Evgenija Kuznecova  |

### Gare a squadre
| Evento | Oro                                                                   | Argento                                                            | Bronzo                                                        |
| T293   | Cina Xie Lidiao Chen Zhiwei                                           | medaglie non assegnate                                             | medaglie non assegnate                                        |
| Laser  | Stati Uniti Colin Smith Frederick Strammer Elizabeth Barry            | Australia Alexandra Jane South Tristan Brown James Burnam          | Francia Mathilde de Kerangat Jules Ferrer Antony Munos        |
| 470    | Russia Vladimir Čaus Denis Gribanov Alisa Kiriljuk Ljudmila Dmitrieva | Stati Uniti Perry Emsiek Scott Furnary Zeke Horowitz Alyssa Aitken | Brasile Gustavo Thiesen Fábio Silva Isabel Swan Martine Grael |

## Medagliere
| Posizione | Paese         |   |   |   | Totale |
| --------- | ------------- | - | - | - | ------ |
| 1         | Cina          | 4 | 0 | 0 | 4      |
| 2         | Russia        | 2 | 0 | 2 | 4      |
| 3         | Stati Uniti   | 1 | 1 | 0 | 2      |
| 4         | Croazia       | 1 | 0 | 0 | 2      |
| 5         | Brasile       | 0 | 1 | 1 | 2      |
| 5         | Giappone      | 0 | 1 | 1 | 2      |
| 5         | Polonia       | 0 | 1 | 1 | 2      |
| 8         | Australia     | 0 | 1 | 0 | 1      |
| 8         | Germania      | 0 | 1 | 0 | 1      |
| 8         | Singapore     | 0 | 1 | 0 | 1      |
| 11        | Corea del Sud | 0 | 0 | 1 | 1      |
| 11        | Francia       | 0 | 0 | 1 | 1      |
| Totale    | Totale        | 8 | 7 | 7 | 22     |